# Komisarz korpuśny

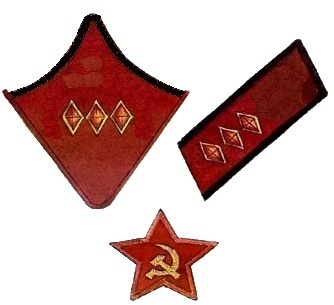
Oznaki stopnia

Komisarz korpuśny (ros. Корпусной комиссар) – specjalny stopień wojskowy w wyższym korpusie politycznym Armii Czerwonej i Floty Czerwonej w latach 1935–1942.